# Hội đồng Dân ủy Liên Xô 1927–1929
Hội đồng Dân ủy Liên xô 1927-1929 hay còn được gọi Hội đồng Dân ủy Đại hội Đại hội Xô Viết Liên Xô khóa IV. Hội đồng Dân ủy Liên Xô được Ủy ban Chấp hành Trung ương Đại hội Đại hội Xô Viết Liên Xô phê chuẩn ngày 26/4/1927.
Hội đồng Dân ủy Liên Xô khóa IV kết thúc nhiệm kỳ 29/5/1929 khi Ủy ban Chấp hành Trung ương Đại hội Đại hội Xô Viết Liên Xô phê chuẩn Hội đồng Dân ủy khóa mới.

## Thành viên
| Chức vụ        | Trực thuộc                           | Tên                            | Nhiệm kỳ       | Ghi chú khác           |
| -------------- | ------------------------------------ | ------------------------------ | -------------- | ---------------------- |
| Chủ tịch       | Hội đồng Dân ủy                      | Alexei Rykov (1881-1938)       | 4/1927-5/1929  |                        |
| Phó Chủ tịch   | Hội đồng Dân ủy                      | Grigol Orjonikidze (1886-1937) | 4/1927-5/1929  |                        |
| Phó Chủ tịch   | Hội đồng Dân ủy                      | Jānis Rudzutaks (1887-1938)    | 4/1927-5/1929  |                        |
| Phó Chủ tịch   | Hội đồng Dân ủy                      | Alexander Tsiurupa (1870-1928) | 4/1927-5/1928  | Mất khi đang tại nhiệm |
| Phó Chủ tịch   | Hội đồng Dân ủy                      | Vasily Schmidt (1886–1938)     | 8/1928-5/1929  |                        |
| Quản lý Nội vụ | Hội đồng Dân ủy                      | Nikolai Gorbunov (1892-1938)   | 4/1927-5/1929  |                        |
| Ủy viên        | Bộ Dân ủy Ngoại giao                 | Georgy Chicherin (1872-1936)   | 4/1927-5/1929  |                        |
| Ủy viên        | Bộ Dân ủy Quân sự và Hải quân        | Kliment Voroshilov (1881-1969) | 4/1927-5/1929  |                        |
| Ủy viên        | Bộ Dân ủy Nội thương và Ngoại thương | Anastas Mikoyan (1895-1978)    | 4/1927-5/1929  |                        |
| Ủy viên        | Bộ Dân ủy Giao thông vận tải         | Jānis Rudzutaks (1887-1938)    | 4/1927-5/1929  |                        |
| Ủy viên        | Bộ Dân ủy Bưu chính và điện tín      | Ivan Smirnov (1881-1936)       | 4/1927-11/1927 |                        |
| Ủy viên        | Bộ Dân ủy Bưu chính và điện tín      | Artemy Ljubovic (1880-1938)    | 11/1927-1/1928 |                        |
| Ủy viên        | Bộ Dân ủy Bưu chính và điện tín      | Nikolai Antipov (1894-1938)    | 1/1928-5/1929  |                        |
| Ủy viên        | Hội đồng Kinh tế tối cao             | Valerian Kuybyshev (1888-1935) | 4/1927-5/1929  |                        |
| Ủy viên        | Bộ Dân ủy Lao động                   | Vasily Schmidt (1886–1938)     | 4/1927-11/1928 |                        |
| Ủy viên        | Bộ Dân ủy Lao động                   | Nikolai Uglanov (1886 – 1937)  | 11/1928-5/1929 |                        |
| Ủy viên        | Bộ Dân ủy Thanh tra Công nông        | Grigol Orjonikidze (1886-1937) | 4/1927-5/1929  |                        |
| Ủy viên        | Bộ Dân ủy Tài chính                  | Nikolai Bryuhanov (1878-1938)  | 4/1927-5/1929  |                        |